# SolarWorld No. 1

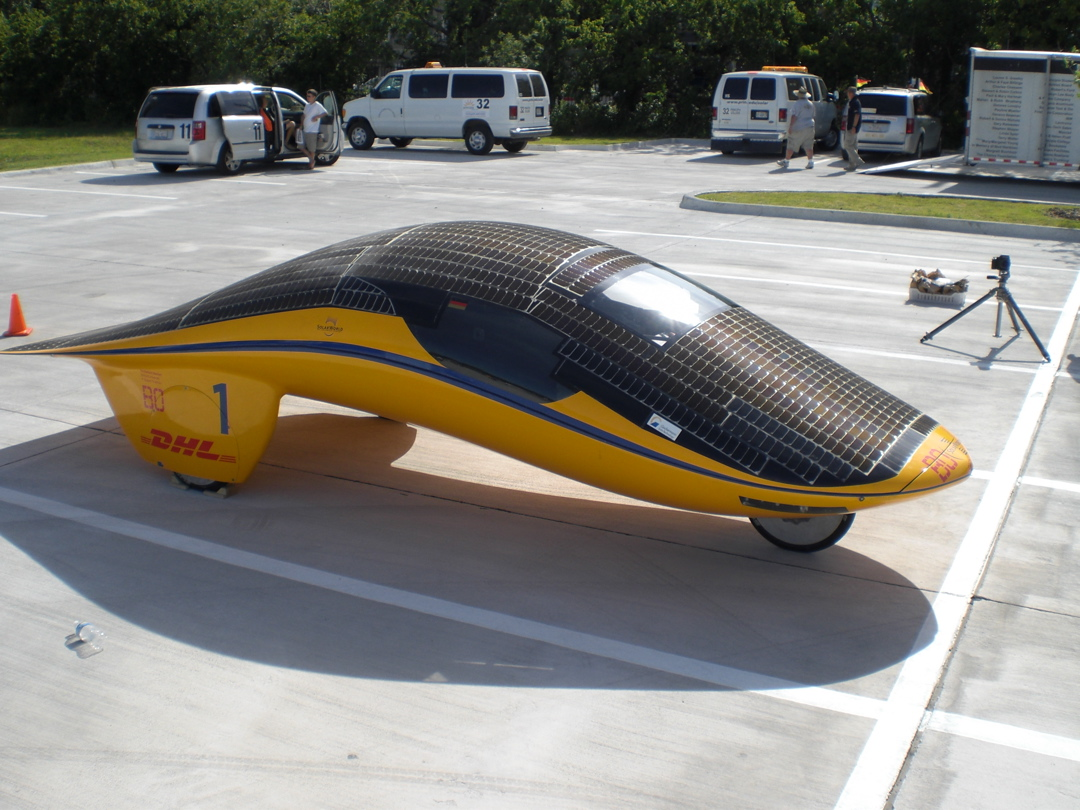
SolarWorld No.1

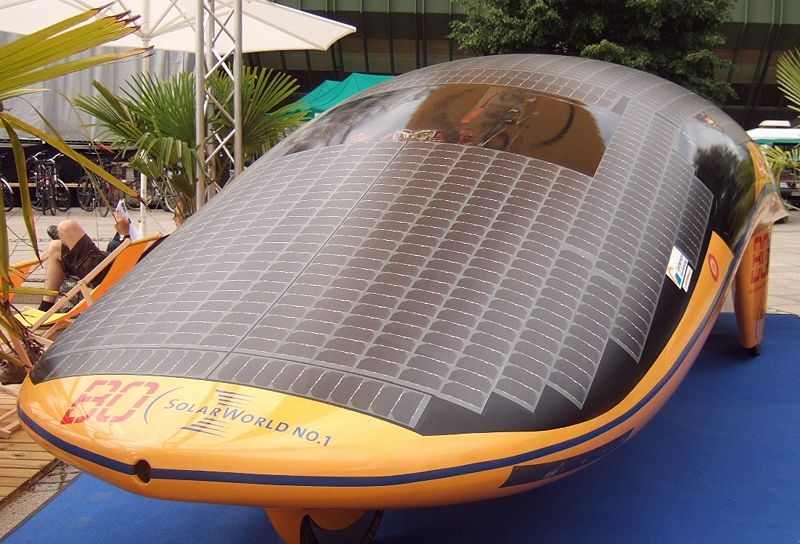

De SolarWorld No. 1 is een zonneauto van de Hogeschool Bochum uit Bochum in Duitsland. De SolarWorld No. 1 is een zonnewagen die aan zowel de World Solar Challenge als aan de North American Solar Challenge (NASC) deelneemt.
Tijdens de NASC 2008 veroverde SolarWorld No.1 de derde plaats in het eindklassement.
De zonnewagen wordt gesponsord door het bedrijf Solarworld, een maker van zonnepanelen.

## Specificaties
| Afmetingen               | lengte: 5 m - breedte: 1,80m                    |
| Gewicht (zonder coureur) | 200 kg                                          |
| Wielen                   | 1 voor, 2 achter                                |
| Snelheid                 | Topsnelheid: 120 km/u - Cruisesnelheid: 85 km/u |
| Zonnecellen              | 6 m²                                            |